# Institut Nacional de Reforma i Desenvolupament Agrari
El Institut Nacional de Reforma i Desenvolupament Agrari (IRYDA) va ser un organisme públic espanyol, actiu entre 1971 i 1995.

## Història
Fundat en 1971, va integrar l'Institut Nacional de Colonització i el Servei de Concentració Parcel·lària i Ordenació Rural, fusió que va tenir lloc en el si d'una reforma escomesa pel ministre d'Agricultura Tomás Allende y García-Baxter. La seva estructura orgànica va quedar aprovada el gener de 1972, per decret del 23 de desembre de 1971. Va desaparèixer en 1995, en refondre's amb l'Institut Nacional per a la Conservació de la Naturalesa (ICONA) en l'organisme autònom de caràcter administratiu Parcs Nacionals, adscrit al Ministeri d'Agricultura, Pesca i Alimentació a través de la Secretaria General de Desenvolupament Rural i Conservació de la Naturalesa.